# Anna Perthen
Anna Perthen (geboren als Anna Nickel 24. Dezember 1875 in Eulau, Böhmen; gestorben 11. Dezember 1957 in Magdala) war eine österreichisch-tschechoslowakische Politikerin.

## Leben
Anna Nickel stammte aus einer armen Arbeiterfamilie, sie hatte acht Geschwister, von denen nur zwei die Kindheit überlebten. Als Kind leistete sie Heimarbeit, mit 12 Jahren musste sie als Arbeiterin in einer Textilfabrik hinzuverdienen. Perthen engagierte sich in der Arbeiterbewegung und wurde Mitglied der Sozialdemokratischen Arbeiterpartei (SDAP). Ab 1908 war sie Mitglied und zeitweise Vorsitzende des Landesfrauenkomitees der SDAP Böhmens. In Bodenbach wurde sie in den Gemeinderat gewählt.
Nach dem Ersten Weltkrieg wurde Perthen 1919 Mitglied der Deutschen sozialdemokratischen Arbeiterpartei in der Tschechoslowakischen Republik (DSAP) und wurde in der Partei zur Vorsitzenden des Frauenrechtskomitees. Sie gehörte bis 1923 dem Parteivorstand an und war von 1923 bis 1932 Mitglied der Kontrollkommission.
Bei den ersten Parlamentswahlen 1920 wurde sie in den Tschechoslowakischen Senat der ersten Wahlperiode bis 1925 gewählt. Im Senat widmete sich Perthen vor allem den Sozial- und Frauenfragen. Sie forderte Arbeitserleichterungen für stillende Frauen und unterstützte Gesetzesanträge zur Sozial- und Krankenversicherung. Sie forderte auch die Abschaffung von Reisepässen und Visa bei Reisen nach Österreich und die Aufnahme der deutschen Sprache in die tschechoslowakischen Reisepässe. 1932 und 1933 war sie Herausgeberin der Ausgaben der DSAP-Parteizeitung Gleichheit zum Frauentag. Für ihr Engagement erhielt sie den Spitznamen „Erweckerin der böhmischen Arbeiterinnenbewegung“.
Perthen wurde nach Ende des Zweiten Weltkriegs in die Sowjetische Besatzungszone vertrieben.

## Schriften (Auswahl)
- Der Anfang in Bodenbach. In: Adelheid Popp (Hrsg.): Gedenkbuch 20 Jahre österreichische Arbeiterinnenbewegung. Wien: Kommissionsverlag der Wiener Volksbuchhandlung „Vorwärts“, 1912, S. 113–116